# Goera nigrosoma
Goera nigrosoma là một loài trong họ Goeridae. Chúng phân bố ở miền Cổ bắc.